# إيلي ناستاسي
إيلي ناستاسي (بالرومانية: Ilie Năstase) مواليد 19 يوليو 1946، هو لاعب كرة مضرب محترف روماني سابق، سبق وكان المصنف الأول عالمياً، وكان من أفضل عشرة لاعبين كرة مضرب في سبعينات القرن العشرون. ناستاسي صنف الأول عالمياً بين 23 أغسطس 1973 و2 يونيو 1974. يعتبر ناستاسي من بين 5 لاعبين في تاريخ كرة المضرب حققوا أكثر من 100 لقب بطولة محترفين (58 بطولة فردي، 45 زوجي) أُدخل إلى قاعة مشاهير كرة المضرب الدولية في سنة 1991.
حقق إيلي ناستاسي 7 ألقاب في الجراند سلام: اثنين في الفردي، وثلاثة في زوجي الرجال، وإثنين في الزوجي المختلط. وحصل في سنة 2005 على التصنيف 28 لأفضل الاعبين في الأربعين سنة السابقة حسب مجلة التنس. وهو ثاني لاعب من الذكور للفوز في البطولات الأربع الكبرى دون أن يخسر مجموعة، وهو أول من حقق هذا الإنجاز في بطولة فرنسا المفتوحة 1973.

## الحياة الشخصية
تزوج ناستاسي أربع مرات، الأولى كانت عارضة الأزياء البلجيكية وتزوجها عند سن 26 وأنجب منها نتالي، واستمرت العلاقة 10 سنوات. وزوجته الثانية الممثلة الأمريكية الكسندرا كين؛ وتزوجها سنة 1984 وأنجبا طفلين نيكولاس وشارلوت. وزوجته الثالثة كانت عارضة الأزياء الرومانية أماليا تيدوساسكو، والتي تزوجها في عام 2010. وفي سنة 2013 تزوج من عارضة الأزياء الرومانية بريجيت سافيتي.
وضعت مجلة مكسيم إيلي ناستاسي في المركز 6 في قائمة العشر الأوائل في «حياة أساطير الجنس» واشتهر أنه ضاجع أكثر من 2500 سيدة.

## نهائيات الجراند سلام

### الفردي: 5 (2–3)
| اللقب  | السنة | البطولة         | السطح | الخصم في النهائي | النتيجة                      |
| ------ | ----- | --------------- | ----- | ---------------- | ---------------------------- |
| الوصيف | 1971  | فرنسا المفتوحة  | ترابي | يان كوديش        | 6–8, 2–6, 6–2, 5–7           |
| الوصيف | 1972  | ويمبلدون        | عشبي  | ستان سميث        | 6–4, 3–6, 3–6, 6–4, 5–7      |
| البطل  | 1972  | أمريكا المفتوحة | عشبي  | أرثر أش          | 3–6, 6–3, 6–7(1:5), 6–4, 6–3 |
| البطل  | 1973  | فرنسا المفتوحة  | ترابي | نيكولا بيليتش    | 6–3, 6–3, 6–0                |
| الوصيف | 1976  | ويمبلدون (2)    | عشبي  | بيورن بورغ       | 4–6, 2–6, 7–9                |

### الزوجي: 5 (3–2)
| اللقب  | السنة | البطولة         | السطح | الشريك      | خصوم في النهائي            | النتيجة                    |
| ------ | ----- | --------------- | ----- | ----------- | -------------------------- | -------------------------- |
| الوصيف | 1966  | فرنسا المفتوحة  | ترابي | ايون تيرياك | كلارك غرابنر دينيس رالستون | 3–6, 3–6, 0–6              |
| البطل  | 1970  | فرنسا المفتوحة  | ترابي | ايون تيرياك | أرثر أش تشارلي باساريل     | 6–2, 6–4, 6–3              |
| الوصيف | 1973  | فرنسا المفتوحة  | ترابي | جيمي كونرز  | جون نيوكومب توم أوكر       | 1–6, 6–3, 3–6, 7–5, 4–6    |
| البطل  | 1973  | ويمبلدون        | عشبي  | جيمي كونرز  | جون كوبر نيل فريزر         | 3–6, 6–3, 6–4, 8–9(3), 6–1 |
| البطل  | 1975  | أمريكا المفتوحة | ترابي | جيمي كونرز  | توم أوكر مارتي ريسين       | 6–4, 7–6                   |

### الزوجي المختلط: 3 (2–1)
| اللقب  | السنة | البطولة         | السطح | الشريك         | الخصوم في النهائي              | النتيجة       |
| ------ | ----- | --------------- | ----- | -------------- | ------------------------------ | ------------- |
| البطل  | 1970  | ويمبلدون        | عشبي  | روزماري كاسالز | أولغا موروزوفا اليكس ميتريفيلي | 6–3, 4–6, 9–7 |
| البطل  | 1972  | ويمبلدون        | عشبي  | روزماري كاسالز | إيفون جولاجونج كولي كيم ارويك  | 6–4, 6–4      |
| الوصيف | 1972  | أمريكا المفتوحة | عشبي  | روزماري كاسالز | مارغريت سميث كورت مارتي ريسين  | 3–6, 5–7      |

## روابط خارجية
- إيلي ناستاسي على موقع IMDb (الإنجليزية)
- إيلي ناستاسي على موقع الموسوعة البريطانية (الإنجليزية)
- إيلي ناستاسي على موقع ألو سيني (الفرنسية)
- إيلي ناستاسي على موقع أول موفي (الإنجليزية)
- إيلي ناستاسي على موقع قاعدة بيانات الأفلام السويدية (السويدية)
- إيلي ناستاسي على موقع إن إن دي بي (الإنجليزية)
- إيلي ناستاسي على موقع قاعدة بيانات الفيلم (الإنجليزية)
- إيلي ناستاسي على موقع كينوبويسك (الروسية)
- إيلي ناستاسي على موقع رابطة محترفي التنس (الإنجليزية)
- إيلي ناستاسي على موقع الاتحاد الدولي لكرة المضرب (الإنجليزية)
- إيلي ناستاسي على موقع كأس ديفيز (الإنجليزية)
- إيلي ناستاسي على موقع قاعة مشاهير كرة المضرب الدولية (الإنجليزية)
- إيلي ناستاسي على موقع خلاصة التنس.كوم (الإنجليزية)